# LiVS
LiVS（リブス）は、日本のガールズグループ。2023年8月13日、東京・中野heavy sick zeroにて開催のライブでデビュー。グループ名は、「Life is Very Short」の頭文字から。

## 概要

### 結成
日本の女性アイドルグループBiSHのプロデューサーである渡辺淳之介が、2022年に開催したWACK塾の中で成績優秀者であったSuzukiに出資。Suzukiをプロデューサーとして、音楽事務所「ALL INc.」を設立。その後2023年夏のデビューを目指し、「THE LAST CHANCE PROJECT」と題したアイドルオーディション合宿を開催。その中で選ばれた6人がLiVSとしてデビューした。ファンの総称は「目撃者」。

#### 「THE LAST CHANCE PROJECT」とは
応募条件は「このオーディションをラストチャンスとする覚悟のある方」。書類審査と面接審査を通過し、2023年5月4日から開催される合宿審査に進んだ場合、このオーディションを最後にする覚書を記入する必要がある。

#### LiVS新メンバーオーディション
2023年12月30日(土)〜2024年1月1日(月)の年を跨ぐ形で、合宿形式の新メンバーオーディションを開催。候補生9人・LiVSメンバー3人（スズカス・テラ、ランルウ、コチャキンTV)が参加。最終的に「エリザベスCV」1名が合格となった。

### 2024年

#### 新メンバー「ミニ・マルコ」加入
2023年の大晦日に実施された新メンバーオーディションの合格者である「エリザベスCV」が「ミニ・マルコ」としてデビュー。2024年1月21日「LiVSなりの再結成ライブ」（東京・中野heavy sick ZERO）にてお披露目。

#### 「マナツサマー」脱退
2024年3月17日「世界で一番終わらせたくないライブ」（東京・下北沢Flowers Loft)にて脱退。事務所を退所。活動は7人から6人体制へ。

### 2025年

#### 「コチャキンTV」脱退
2025年3月21日発表当日をもってコチャキンTVがLiVSを脱退。5人体制で活動を継続。

#### 「ユニセックス」脱退
2025年8月8日発表当日をもってユニセックスがLiVSを脱退。4人体制で活動を継続。

## 沿革
- 2022年
  - 7月5日-WACK塾開講。
- 2023年
  - 2月19日-WACK塾成績優秀者としてSuzukiに対し渡辺淳之介が2,000万円を出資し株式会社ALL INc.を設立。
  - 3月14日-オーディション『THE LAST CHANCE AUDITION』の募集開始。
  - 5月4日-合宿オーディションスタート。
  - 8月1日-グループ名を「LiVS」と発表。
  - 8月11日-『EGO』のMVを公開。
  - 8月13日-中野heavy sick ZEROにてデビューライブ「OGYAH-OGYAH]を開催。同日に1stアルバム『NEW ERROR』をリリース。
  - 8月25日-LiVSデビューライブ「OGYAH-OGYAH」フル映像を公開。
  - 8月26日-LiVS初の東名阪ツアー『Hi-Hi Show Tour』をスタート。
  - 9月5日-LiVS初の定期公演『Weekday Live at LiVS』をスタート。
  - 9月23日-LiVS初の無銭ライブ『Not Loss,But Free Live』を開催。[12]13回連続で『RとC』を披露。[13]
  - 10月15日-チケット料金が言い値となる『いいね de 言い値 LIVE』を開催。[14]
  - 10月21日-「Not Loss,But Free Live」の模様をVR映像で公開。[15]
  - 11月2日-『Weekday Live at LiVS Final』を開催。
  - 11月5日-『LiVS史上1番長いライブ』を開催。
  - 11月18日-パフォーマンス中にメンバーが踏んでこねたうどんを、終演後全員で試食するイベント『うどんFES』を開催。
  - 12月23日-『Not Loss , But Free Tour』をスタート。[16]
  - 12月27日-新メンバーオーディション合宿審査への参加券をかけた全員面接を実施。[17]
  - 12月30日-LiVS新メンバーオーディション合宿を開催。
- 2024年
  - 1月1日-新メンバーがミニ・マルコに決定[18]
  - 1月13日-「PiZZA LiVS TOKYO TOUR」を開催
  - 1月15日-ミニ・マルコの証明写真を使った広告を渋谷駅に展開[19]
  - 1月21日-「LiVSなりの再結成ライブ」（東京・中野heavy sick ZERO）にてミニ・マルコのお披露目。
  - 1月31日-「LiVSなりの再結成ライブ」のライブ音源をOTOTOYにて配信リリース。[20]
  - 2月27日-マナツサマーが持病の悪化により脱退。[21]
  - 3月17日に東京・Flowers Loftで単独公演「世界で一番終わらせたくないライブ」を開催。このライブがマナツサマーを含む体制でのラストライブとなった。
  - 3月30日-1st EP『Letter』をリリース。
  - 3月31日-東京・下北沢MOSAiCで生卵を持参した来場者限定のワンマンライブ「Eater EGG Exotic LiVE」を開催。来場者は生卵を2個以上と雑巾を持参しないと入場できない。またライブ中は両手に生卵を持つ必要があり、卵を割った場合は即退場。[22]
  - 4月10日-『Shall Weeeee Dance???』のMVを公開。
  - 4月14日-「Chemistry LiVE with LiVS」にてMAPAと共演。[23]
  - 4月27日-LiVS1st EP 『Letter』をリリース。1st EP『Letter』release tourを合わせて開催。
  - 5月11日-Tour Final　24時間LIVEを開催。[24]
  - 5月25日-「Chemistry LiVE with LiVS」にてNARLOWと共演。[25]
  - 6月30日-「Chemistry LiVE with LiVS」にてにっぽんワチャチャと共演。[26]
  - 7月20日-デビュー一周年へ向けた『Go to 1st Anniversary Tour』を開催。[27]
  - 8月2日-「TOKYO IDOL FESTIVAL 2024」に出演。[28]
  - 8月10日-LiVS単独公演『決意』を実施。[29]
  - 8月13日-デビュー一周年として下北沢シャングリラでワンマンライブを開催。[30]外林健太がデザインした新衣装を披露。[31]同日、2ndアルバム『Don't Look Back』をリリース。
  - 8月23日-「Go To 1st anniversary tour final」のライブ音源をOTOTOYにて配信リリース。[32]
  - 8月25日-元WAgg愛のソロプロジェクトTHE TRAINTRAINSとツーマンライブを開催。[33]
  - 9月13日-デビュー1周年ワンマンライブ「Go To 1st Anniversary Tour Final」の全編ライブ映像をYouTubeにて公開。[34]
  - 9月14日-「絶対に解散しない」宣言をするライブ「Never Disband」を開催。[35]
  - 9月19日-『Let's Meet LiVS』を開催予定だったが複数のメンバーに発熱があり中止。
  - 9月21日-2nd ALBUM 『Don’t Look Back』発売。[36]発売に合わせて『Don’t Look Back Release Tour』をスタート。
  - 9月21日-『Don't Look Back』のMVを公開。[37]
  - 10月4日-『脱Masquerade』のMVを公開[38]
  - 11月3日-LiVS文化祭を開催。
  - 11月6日-東京・下北沢SHELTERにて無料ライブ「FACE THE MUSiC LiVE」を開催。[39]
  - 11月20日-ランルウが『ALL Songs JUST ONCE』出演中に転倒し、「右足首靭帯損傷」と診断。一定期間座ってのパフォーマンス、立ち位置固定など制限を設けたパフォーマンスとなる。
  - 12月7日-ランルウの右足首靭帯損傷が完治。全面パフォーマンスを解禁。
  - 12月8日-「FACE THE SOUNDS Tour」をスタート。[40]
  - 12月20日-『僕の声、跳ね返る』のMVを公開。[41]
  - 12月22日-『ZOMBiES→』を配信リリース。[42]
  - 12月23日-東京・WWW Xでライブツアー「Face the Sounds Tour」の最終公演を開催。[43]
- 2025年
  - 1月25日-東京・ADRIFTでライブイベント「Chemistry LiVE with LiVS」を開催。MAPA、NARLOWと共演。[44]
  - 1月30日-コンニチハクリニックが声帯結節と診断を受け回復まで歌唱を控えることに。特典会は筆談で対応。
  - 2月11日-東京・下北沢SHELTERでライブイベント「ILLEGAL UPLOADING LIVE」を開催。ツイキャスでライブの様子を生配信することで入場無料となった。[45]
  - 3月1日-コンニチハクリニックの声帯結節が完治。IGNITED SOLID TOUR 仙台公演より歌唱と特典会での会話を再開。
  - 3月1日-「GNiTED SOLiD TOUR」をスタート。[46]
  - 3月15日-GNiTED SOLiD TOURの東京公演にて、2nd EP『WARMiNG』を4月26日にリリースすることを発表。LiVS史上初の全国流通作となり、合わせて全国各地のタワーレコードで初のリリースイベントの開催を予定。[47]
  - 3月21日-当日をもってコチャキンTVの脱退を発表。[48]
  - 3月30日-東京・下北沢MOSAiCでワンマンライブ「SEASON OF CHANGE LiVE」を開催。今年度解散したグループのグッズ持参で入場無料となった。[49]
  - 4月12日-東京・下北沢Flowers Loftでワンマンライブ「MONEY BACK LiVE」を開催。公演内容に満足できなかった人には公演終了後にチケット代を全額返金。[50]
  - 4月26日-2nd EP『WARMiNG』をリリース。
  - 5月7日-東京・下北沢シャングリラにてワンマンライブ「Revenge Shanglira」を開催。[51]
  - 5月7日-8月18日に東京・LIQUIDROOMで結成2周年ライブを開催することを発表。[52]
  - 5月10日-24時間ライブ「LiVS YOUR CALL 24H LiVE」を開催。各部の終了タイミングで会場にいる目撃者（LiVSファンの呼称）の投票によって続行か中止かが決まる、“リアル参加型ライブ”を実施し、完走。[53]
  - 5月15日-ユニセックスが右足首靭帯損傷と診断を受け、ダンスパフォーマンスを控えることに。[54]
  - 6月8日-StoryWriter主催のイベント「House of Jealous Lovers」にてFinger Runsとツーマンライブを開催。[55]

- - 6月16日-グループ初となるトークイベント「LiVS Road to LIQUIDROOM 決起集会」を開催。[56]
  - 6月23日-ユニセックスの右足首靭帯損傷が完治。[57]
  - 7月5日-夏の全国ツアー「LiVS in SUMMER」をスタート。[58]
  - 7月5日-夏の全国ツアー「LiVS in SUMMER」と並行して初の対バンツアー「Chemistry LiVE with LiVS TOUR」を開催。anew、凛々しくも臨海に咲くARTERIA、LUCY、Finally、POPPiNG EMO、神薙ラビッツ、Daisy call、ONE LAST SHOT、月刊PAM、Chalca、LEIWANらをゲストに招いた。
  - 8月8日-当日をもってユニセックスの脱退を発表。[59]
  - 8月13日-2周年記念ライブのカウントダウントークイベント「COUNTDOWN LiVS 2nd Anniversary」を開催。

## メンバー
| 名前                 | 英語表記          | 担当               | 備考 |
| -------------------- | ----------------- | ------------------ | --- |
| スズカス・テラ       | SUZUCAS TELLA     | 一生懸命担当       | - 長野県長野市出身。 - メンバーの中で唯一年齢を公表。 - 22歳の現役高校生。 - オーディション合宿時の名前は「ナウハイスクール」。 |
| コンニチハクリニック | KONNiCHiHA CLiNiC | 挨拶担当           | - 福岡県出身。 - 元舞台女優。 - 当時の芸名は阿田高まなび。                                                                      |
| ランルウ             | RUNRUU            | 田舎娘担当         | - 広島県出身。 - オーディション合宿時の名前は「アキレス・ケン」。                                                               |
| ミニ・マルコ         | MiNi MARCO        | 著作権ぎりぎり担当 | - 東京都出身。 - LiVS新メンバーオーディション合格者。 - オーディション時の名前は「エリザベスCV」。 - 元声優。                   |

### 旧メンバー
| 名前         | 英語表記       | 備考 |
| ------------ | -------------- | --- |
| マナツサマー | MANATSU SUMMER | - 2023年8月13日デビューのオリジナルメンバー。 - 2024年3月17日「世界で1番終わらせたくないライブ」（東京・下北沢Flowers LOFT)を最後に脱退。                              |
| コチャキンTV | KOCHAKiN TV    | - 2023年8月13日デビューのオリジナルメンバー。 - ボイパ担当。 - 東京都墨田区錦糸町出身。 - オーディション合宿時の名前は「スサノーノ・ミコト」。 - 2025年3月21日に脱退。 |
| ユニセックス | UNiSEX         | - 2023年8月13日デビューのオリジナルメンバー。 - コンプラ担当。 - 静岡県出身。 - オーディション合宿時の名前は「イナズマトゥエルブ」。 - 2025年８月８日に脱退。          |

## 作品

### アルバム
| #  | 発売日        | タイトル        | 収録曲 | 備考 |
| -- | ------------- | --------------- | --- | --- |
| 1  | 2023年8月13日 | NEW ERROR       | 全11曲 1. Shall Weeeee Dance??? 2. RとC 3. EGO 4. 秘密の公園 5. Colorful 6. Shooting Star 7. Preserved 8. BiRTHDAY!! 9. Dear My Honey 10. MUSiC 11. ONE                      | 店頭販売は無く、ライブ会場でのみ販売。主な楽曲提供者は、山本やすぬぴひろ（大聖堂 Vo./Gt.）、永淵樹（The スーパークール Vo.)、西山晃世 、ジャス子。 |
| ２ | 2024年4月27日 | Letter          | 全4曲(EP) 1. Letter 2. Believe 3. Yummy 4. LIVE FOREVER LOVE FOREVER | 店頭販売は無く、ライブ会場でのみ販売。 M1.作詞:amyam 作曲:西山晃世 編曲:西山晃世/ジャス子 M2.作詞:KNT/山本やすぬぴひろ 作曲:ジャス子 M3.作詞:山本やすぬぴひろ 作曲:ジャス子 M4.作詞:山本やすぬぴひろ 作曲:山本やすぬぴひろ |
| 3  | 2024年8月14日 | Don't Look Back | 全11曲 1. 始まりの歌 2. 脱Masquerade 3. ときとき☆めきめきガガーリン 4. CONNECT 5. LiFE 6. End Blue 7. BACKLiGHT 8. Don't Look Back 9. 4秒シグナル 10. JUST ONCE 11. WiTH YOU | M1.作詞:山本やすぬぴひろ/豊住サトシ 作曲:豊住サトシ M2.作詞:KNT/山本やすぬぴひろ 作曲:豊住サトシ M3.作詞:山本やすぬぴひろ /井口イチロウ 作曲:井口イチロウ M4.作詞:山本やすぬぴひろ 作曲:ジャス子 M5.作詞:樹香 作曲:豊住サトシ M6.作詞:ミニ・マルコ 作曲:ジャス子 M7.作詞:Koi 作曲:Kosei Nishiyama M8.作詞:山本やすぬぴひろ 作曲:井口イチロウ M9.作詞:ランルウ/山本やすぬぴひろ 作曲:ジャス子 M10.作詞:井口イチロウ/山本やすぬぴひろ 作曲:井口イチロウ M11.作詞:渡部祐輝 作曲:Kosei Nishiyama |
| 4  | 2025年4月26日 | WARMING         | 全5曲(EP) 1. 僕の声、跳ね返る 2. 業 TO HEAVEN 3. Reverse 4. He meets 5. ZOMBiES→                                                                                             | LiVS初の全国流通EP M1.作詞・作曲:しのだりょうすけ M2.作曲:ジャス子 作詞:山本やすぬぴひろ M3.作詞・作曲:井口イチロウ M4.作曲:クハラショウタロウ 作詞:山本やすぬぴひろ/クハラショウタロウ M5.作曲:井口イチロウ 作詞:山本やすぬぴひろ |

### その他
| # | 発売日         | タイトル         | 収録曲           | 備考 |
| - | -------------- | ---------------- | ---------------- | --- |
| 1 | 2024年12月20日 | 僕の声、跳ね返る | 僕の声、跳ね返る | ミュージックビデオのみYouTubeで公開。トップシークレットマンのしのだりょうすけ（Vo, G）による書き下ろし楽曲。 |
| 2 | 2024年12月22日 | ZOMBiES→         | ZOMBiES→         | 配信リリースシングル。作曲は井口イチロウ、作詞は山本やすぬぴひろ。ジャケットのアートディレクターは伊藤洸太。 |

### Twitter
- LiVS (@LiVS_idol) - X
- 株式会社ALL INc. (@ALLINc_official) - X
- Suzukiプロデューサー (@ALLINc_Suzuki) - X
- スズカス・テラ (@SUZU_LiVS) - X
- コンニチハクリニック (@HELLO_LiVS) - X
- ランルウ (@RUNRUU_LiVS) - X
- ミニ・マルコ (@MARCO_LiVS) - X

### Instagram
- スズカス・テラ (@suzu_livs) - Instagram
- コンニチハクリニック/阿田高☺︎まなび (@hello_livs) - Instagram
- ランルウ (@runruu_livs) - Instagram
- ミニ・マルコ (@marco_livs) - Instagram

### ツイキャス
- スズカス・テラ (@suzu_livs) - ツイキャス
- コンニチハクリニック (@hello_livs) - ツイキャス
- ランルウ (@runruu_livs) - ツイキャス
- ミニ・マルコ (@marco_livs) - ツイキャス